# فرانک بوادن
فرانک بوادن (فرانسوی: Franck Boidin‎؛ زادهٔ ۲۸ اوت ۱۹۷۲) شمشیرباز اهل فرانسه بود.